# إسحاق بن محمد البرزالي
إسحاق بن محمد البرزالي ثالث حكام طائفة قرمونة في عهد ملوك الطوائف.

## سيرته
خلف إسحاق أبيه محمد بن عبد الله البرزالي على عرش قرمونة عام 434 هـ، بعد أن قُتل أبيه في كمين أعده المعتضد بن عباد. وفي عام 439 هـ، ساند إسحاق بن محمد مع محمد بن نوح الدمري صاحب مورور وعبدون بن خزرون صاحب أركش وباديس بن حبوس صاحب غرناطة، مطالبة محمد بن القاسم المهدي بالله بعرش مالقة، وشاركوا معه في هجومه على حاكمها محمد بن إدريس المهدي بالله، لكنهم لم ينجحوا في خلعه. وفي عام 442 هـ، أرسل إسحاق قوات بقيادة ابنه العز لمساندة حليفه المظفر بن الأفطس في قتاله مع المعتضد بن عباد، إلا أن جيش ابن الأفطس لقي هزيمة قُتل فيها العز بن إسحاق بن محمد. جزع إسحاق جزعًا شديدًا على فقدانه لابنه، وزهد في الحكم وتنازل لأخيه العزيز المستظهر بالله.